# BLT (テレビ番組)
『BLT』（ビーエルティー）は、1995年10月から1997年9月まで日本テレビ系列局で放送された読売テレビ製作のバラエティ番組。日本テレビ系全国ネットの深夜番組放送枠『TVじゃん!!』水曜の番組として放送。

## 概要
1994年まで放送されていた深夜番組『EXテレビ』火曜日のディレクターであった梅田尚哉がプロデューサーを、竹内伸治がディレクターをそれぞれ担当した。当初は島田紳助と大竹まことが司会を務めていたが、1996年からは紳助に替わって東野幸治と板尾創路が司会陣に加わった。

## 代表的な企画
テレビスタッフ山崩し
記念すべき第1回目の企画。紳助と大竹が交互にスタッフを1人ずつ帰らせて、放送できない状態にした方が負けというもの。2人には役職が書かれたパネルのみが明かされており、スタッフを指定してからパネルをめくることで初めてそのスタッフの正確な仕事がわかるようになっている。
指名された役職のスタッフは、自らの道具や用意した物を撤収させてから帰る。例えば、メイク担当を帰らせたら、出演者のメイクを落としてから帰ることになる。カメラマンやマイク担当など複数いる役職は、それぞれ大竹担当紳助担当のように別役職扱いであった。なお、中には構成やプロデューサーのような本番時点で残された仕事が収録の確認のみという役職もある（その場合は何もせず帰宅する）
最終的にミキサー（音声担当）を帰らせたため（帰る際に音声機材の電源を切ったため）音声が聞こえなくなり、「このままだと放送事故になります」というテロップとブザーが鳴る異常事態に慌ててミキサーが戻ってくる場面があった。結局、スタッフで残ったのは、カメラマン、ミキサー、ピンマイク担当の3人が限界だった。（なお、最後は大道具担当が帰ってしまったため、前述の役職が書かれたパネルも撤去されてしまった）
大募集
ここで「恋人のいないこだわりさん」などの企画に出演したい人を募集した。
この企画では募集要項を背景に表すため、毎回大がかりなセットが組まれるものの、予算の都合により派手なセットとはならずスタッフの人力に頼るなどチープさの見える部分あった。ある時は巨大なパネルを倒し、その風圧によってあらかじめ撒かれていた紙吹雪を舞わせる演出をした際には、紳助は「すごい！仮装大賞みたい！！」とその演出をCMをまたいで絶賛した。
クイズ!あわせて100％
番組の用意した著名人リストの中から1人をスロットで抽選し、もう1人を解答者が各自選択する。2人の著名人の知名度の合計が80％～99％になれば1％につき＋1ポイント、ピッタリ100％になると＋200ポイント（番組中期は＋500ポイント）。それ以外は『ドボン』となり1％につき－1ポイントとなる。最終的に持ち点×1000円が賞金・罰金となる（という事になっている）。
番組末期には罰金総額の5％を司会者が貰える制度や、スロットで『当たり』（確率 1/10）を引くと『LUCKY GAME』としてその問題のポイントがマイナス含め2倍となる（スロットを止めた人は缶コーヒーが貰える）システムが導入された。
この企画は島田紳助がオールスターの皆様に芸能界の厳しさ教えますスペシャル!でも実施されている。
思い入れ放送大賞
7人のタレントが自分の思い入れのあるものについて、決められた時間内でどれだけ伝えられるのかを競う。政見放送風の演出になっており、0%から100%の思い入れ伝達度で評価する。渡辺裕之、YOU、天本英世、大泉滉が出演。トーク番組の前衛化を目指したもの。
小相撲大会
大相撲の入門基準（体重や身長）に満たないが、それでも相撲に情熱を傾ける愛好家によるトーナメント大会。
同じ話ショー
土建屋よしゆきの話を自分なりにアレンジして観客を最も笑わせた方が勝ち。公平性を守るため、出場者ごとに観客が入れ替わる。蛭子能収、浜村淳、きたろう、野々村真、山崎邦正の5人が参加。山崎、野々村は大ブーイングを受けるほどの散々な結果に終わった。優勝争いは浜村と蛭子に絞られたが、「浜村さんはプロやから」という紳助の独断で蛭子に決まった。
BLT作詞大賞
円広志が作曲したオリジナル曲に歌詞を付けるコンテストで、審査員は森雪之丞が担当した。きたろう、デーブ・スペクター、間寛平、山田花子などが参加。女性歌手が歌うカラオケビデオ形式のVTRで公開されるが、山田のみスタジオで自ら歌った。なお、寛平の出番が回ってきたときのみ緊急報道特番に差し替えられたため、結局、寛平の歌詞は公開されずにお蔵入りになってしまった。ちなみに、この放送から紳助は降板しているため、大竹だけで司会をしていた。
ダメ人間決定!人間リトマスゲーム
「民主主義の社会である以上、少数派はダメ人間とみなされる」という前提で行う。参加者5人に2択の質問を出題し、答えが少数派になると減点される。2人ならマイナス5点ずつ、1人ならマイナス10点。マイナスが累積すると「ちょっとダメ人間」「相当ダメ人間」などの称号が後ろに表示される。（アブノーマルチェックの原型といえる）
じゃんけんで100万円
大阪市内のホールを会場にし、集まった視聴者1000人によるじゃんけんトーナメントを開催。優勝者への賞金は100万円。勝者が敗者が持っていた入場チケットを貰うルールで公正さを保った。結局参加したのは750人。
芸能人の彼女大募集
街頭で女性に紳助、大竹、そのまんま東（現・東国原英夫）、蛭子能収の4人のなかで誰が好みのタイプかをインタビュー。4人が自分だと思ったら早押し形式でボタンを押し、正解すると本人の連絡先を獲得できるという企画があった。これが発展して紳助、大竹がスタジオで二人の彼女になりたい一般女性を募って公開お見合いを行った。この時は事前に何人登場するか2人には教えられず、1人ずつ面会してその場でイエスかノーかを回答。最後の人まで廻ってきたら自動的にその人が彼女に決定するという仕組みになっていた。
恋人のいないこだわりさん
芸能人の彼女大募集から発展。まず、恋人のいない男女が1人ずつ登場し、自らのプロフィール、自己PR、理想のタイプなどを発表し、恋人を視聴者から募集する。その後、数週の放送を経て応募者があったときのみ出演し、恋人を決定するというもの。応募者が1人のみという場合もあれば、50人近く集まったケースもあった。安上がりなためか、一時期はこの企画が続いた。この後、紳助が司会を降板する。
ザ・命名ショー
今後商品化される予定のグッズやペット、イベントのタイトルなどを芸能人が知恵を振り絞って考えて命名しようという企画。これで雑誌『B.L.T.』の1コーナー「天真漫欄」が命名された（命名者は木村祐一）。また、この「天真漫欄」の命名時に書かれていた同コーナーの記事で、進行役の大竹まことは番組『BLT』が打ち切りになることを初めて知った。
これはもはやボウリングではない!
アンケートの回答を予想するクイズとボウリングを組み合わせたゲーム。芸能人10人に事前アンケートを行って得られた回答10個をピンに見立て、挑戦者は回答の予想を宣言しながらボールを投球。的中した回答に対応したピンが倒れるというルールでボウリングを行う。
派生企画として『これはもはやテニスではない!』という企画も存在した。また、この企画も後に島田紳助がオールスターの皆様に芸能界の厳しさ教えますスペシャル!で実施された(ボウリング版のみ)。
クイズロシアンルーレット'95
EXテレビで行われていた同名企画の復活版。
シリトリー
4人でしりとりをしていき、語尾の文字を使って麻雀の様に役を作っていく。文字を8個集めた時点で「同じ2個×4組・同じ3個×2組＋2個・5個＋3個・8個とも同じ」のいずれかになると、その役に応じた点数を獲得。
ちゃんとわきまえているのか
マニア相撲
なんでお前がオレやねん
グルグルぐるーぴー
よみうりテレビ秘蔵映像大公開スペシャル
よみうりテレビにあるVTRライブラリーから「秘蔵映像」を公開するという企画。スタジオバックにモニターを大量に並べ、一大企画のように演出をしていたが、実際に公開された内容は言うと、見ごたえがあったのは当時ヒッチハイクで一躍人気者になった、猿岩石有吉弘行が、EXテレビのオール巨人の弟子入りオーディションのに参加していた様子ぐらいで、その後はMC3人のよみうりテレビの過去のレギュラーをつまんできたような内容で、後半はあきらかにだれていた。

## 最終回
最終回ではカメリハ（リハーサル）映像のみを放送し、本番映像は放送しなかった。
この番組および『TVじゃん!!』の終了後、大竹、東野、板尾にデーモン小暮閣下、上原さくらを加えた新番組『RRR』が別の時間帯でスタートした。この『RRR』をもって、読売テレビ製作の実験的企画番組は一旦終了した。

## スタッフ
- ナレーション : 松尾明子
- 構成 : 倉本美津留／三木聡、木村祐一、高須光聖、八木晴彦
- 美術 : 延澤良一、水谷博行
- デザイン : 藤本美歩
- 電飾 :
- 技術 : 北條吉彦、永田賢治、森下直樹、小池一暢
- カメラ : 菊地健、橋本喜隆、坂東裕二（大阪東通）
- クレーンカメラ : 小倉起一（大阪東通）
- 音声 : 新井啓喜、鈴木輝彦
- VE : 村上和生
- 照明 : 尾西信雄、浜野眞治、辻野吉之（ハートス）
- 編集 : 明石健二
- MA : 車谷隆史
- 音効 : 中村康治、船富潤司
- TK : 岡島美栄子、本行真由美
- モニター協力 : 教映社
- ディレクター : （前期）山口剛正、竹内伸治、岡本浩一 → （後期）前西和成、村上雅俊
- プロデューサー : 梅田尚哉
- チーフプロデューサー : 喜多村健二